# Castello di Rivieren
Il castello di Rivieren (in francese château de Rivieren; in fiammingo Kasteel ter Rivieren) è un castello della Regione di Bruxelles-Capitale in Belgio, situato nella municipalità di Ganshoren, a nordovest di Bruxelles.
Il castello, protetto come monumento storico dal 1983, si trova al centro di una tenuta magnifica: circondato da un bacino d'acqua (vestigia dei grandi fossati medievali), si trova all'interno del parco Alberto I, che si estende su una superficie di 100 000 m². Si trova a una quota di 40 m s.l.m..

## Storia

### Origini
La prima attestazione del castello di Rivieren è una mappa dei dintorni di Bruxelles risalente al 1665, ma la sua storia inizia già nel XIII secolo: infatti, deriva il suo nome dai signori di Rivieren d'Aerschot.
Il suo aspetto attuale è dovuto a Francesco II di Kinschot, conte di Jette-Saint-Pierre e ministro delle Finanze degli arciduchi Alberto e Isabella, che lo fece divenire un apprezzabile luogo di piacere.
La notorietà e il dinamismo dei proprietari successivi permisero di erigere il dominio in Baronia nel 1638 e, nel 1659, in Contea.
In seguito, il castello fu ereditato da Gerardo-Francesco di Villegas, nipote di Francesco II di Kinschot.
Nel corso del XVIII secolo, il castello conobbe un periodo di abbandono, fino a cadere in rovina. Diversi lavori di recupero e ristrutturazione furono intrapresi dal conte Ulrico, discendente di Villegas e erede del possedimento.

### Situazione odierna
Dopo esser stato distrutto da terribili incendi, il castello fu nuovamente ristrutturato al principio del XX secolo. Attraversò indenne la follia urbanistica brussellese degli anni 1950-1960.
Nel 1973 morì la vedova di Alberto di Villegas e nel 1977 i figli dell'ultima castellana lo vendettero a una società privata svizzera, che con grande impegno economico restaurò il castello e le sue dipendenze, al fine di utilizzarlo come sede per avvenimenti e seminari.
Il castello e il parco sono monumenti classificati a partire dal 1983 quali uniche vestigia di origine medievale e di stile feudale nella Regione di Bruxelles-Capitale.
A partire dal 1998 il castello di Rivieren non ha più aperto le sue porte al grande pubblico.

## Descrizione
Il castello presenta caratteristiche architettoniche molto interessanti.
Della fortificazione originaria si conserva solo una torre a base quadrata, interamente costruita in pietra.
Nel corso del tempo, varie parti sono state ricostruite, utilizzando mattoni separati da bande e file di pietra, mentre scomparvero gli ampi fossati e il ponte levatoio.